# Grupul Operativ al Trupelor Ruse din Transnistria
Grupul Operativ al Trupelor Ruse din Transnistria (GOTR; în rusă Оперативная группа российских войск в Приднестровье) este o forță militară a Forțelor armate ruse situată în entitatea politică autoproclamată numită „Republica Moldovenească Nistreană”, care s-a separat de Republica Moldova în urma intervenției armatei a 14-a rusă în războiul din Transnistria din 1992. Anterior a servit ca parte a Comisiei mixte de control. Cei aproximativ 1.500 de soldați ai forței au sediul la fostul depozit sovietic de muniții de la Cobasna, unde păzesc în jur de 22.000 de tone de echipament militar și muniție.

## Istoric

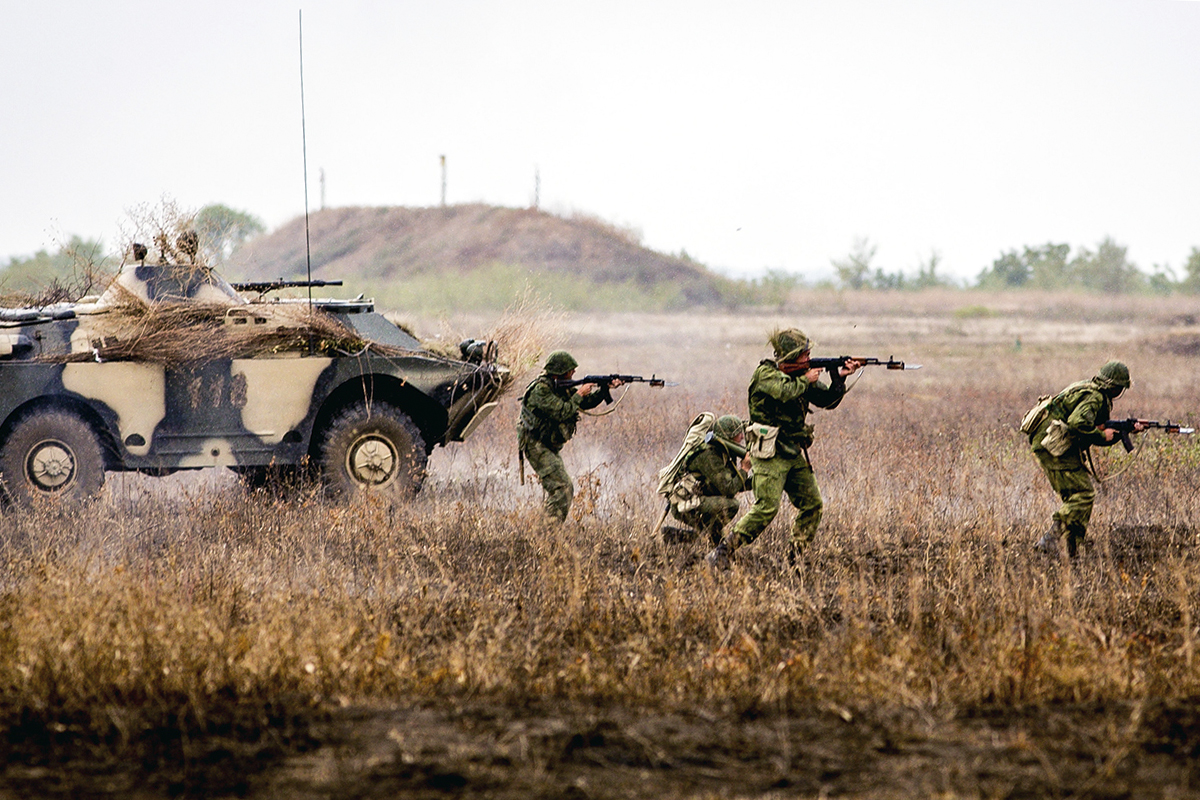
Un pluton din grupul operațional în timpul antrenamentului.

### Armata a 14-a și războiul din Transnistria
Armata a 14-a de gardă a armatei sovietice (în rusă 14-я гвардейская армия) a fost formată în noiembrie 1956 la Chișinău ca una dintre formațiunile districtului militar Odesa care staționa în RSS Moldovenească. Cartierul general al armatei a fost mutat la Tiraspol, capitala efemerei Republici Sovietice Socialiste Moldovenești Nistreene⁠(en)[traduceți] care și-a declarat „independența” de RSSM la sfârșitul anilor 1980, în timpul destrămării URSS. La începutul războiului transnistrean, soldații armatei care simpatizau cauzei separatiste au defectat și s-au alăturat formațiunii separatiste nou-formate numită Garda transnistreană, în ciuda adoptării oficiale a neutralității de către guvernul rus. La 23 iunie, generalul-maior Alexander Lebed din Armata a 14-a, care a primit anterior ordinul de evacuare a centrului logistic local, a atacat trupele guvernamentale, angajândus-se într-o bătălie de două săptămâni, care s-a încheiat cu lovitura de artilerie de la 3 iulie asupra unei unități moldovenești într-o pădure de lângă Tighina. În general, este acceptat faptul că acest atac a dus la victoria strategică a armatei transnistrene/ruse și la stopajul tactic a forțelor armate moldovenești și la instalarea controlului separatist în regiune.

### Înființare
După război, Armata a 14-a a fost împărțită între forțele armate ucrainene și armata rusă, cea mai mare parte a contingentului rus fiind absorbită de districtul militar de vest. Încheierea conflictului a dus la începerea negocierilor trilaterale între guvernele și militarii din Republica Moldova, Transnistria și Rusia, care au dus în cele din urmă la discuții despre o forță comună de menținere a păcii. În iunie 1995, Grupul operațional al forțelor armate ruse din Transnistria a fost înființat din ordinul Statului Major al Forțelor Armate Ruse. În 2005, forța consta din Brigada a 8-a de gardă, Regimentul de rachete antiaeriene „1162”, Regimentul de semnale „15”, precum și alte unități de sprijin.
În prezent forța activează atât în scopuri de asigurare a securității depozitului de la Cobasna, de asemenea, oferă sprijin suplimentar forțelor armate separatiste. Astăzi, aproximativ 350-400 de soldați constituie forța operațională, care pot acționa în orice moment. La 27 iunie 2016, guvernul transnistrean a adoptat o lege care penalizează orice acțiune sau declarații publice care critică Grupul operațional. Pedeapsa pentru comiterea acestei infracțiuni este de 3-7 ani de închisoare. În ultimii ani, Grupul operațional a participat la Parada Zilei Victoriei de pe Piața Suvorov din Tiraspol.

#### Solicitări de retragere și rezoluția ONU
De la formarea sa, Grupul a fost criticat atât de oficialii moldoveni, occidentali cât și de observatori, susținând că prezența militarilor ruși este fie ilegală, fie inutilă. În noiembrie 2008, Adunarea Parlamentară NATO a adoptat o rezoluție, prin care a cerut Rusiei să retragă forța în conformitate cu angajamentele sale la Summitul OSCE de la Istanbul din 1999.
În iunie 2018, Adunarea Generală a Organizației Națiunilor Unite a adoptat rezoluția (documentul A / 72 / L.58), care solicită în Federației Ruse să retragă imediat Grupul operațional de pe teritoriul Moldovei. În timp ce guvernul moldovean condus de Pavel Filip a susținut-o, președintele Igor Dodon a condamnat rezoluția, spunând că prezența rusă a condus la „crearea condițiilor pentru un proces politic de negocieri”. Anterior, Dodon a sprijinit parlamentul moldovean în această dispută.
În 2020, președintele ales al Republicii Moldova, Maia Sandu a declarat că forța armată trebuie să fie retrasă din Transnistria separatistă, declarând pentru RBK că, deși trupele păzesc depozitele de muniție, „nu există acorduri bilaterale cu privire la Grupul operațional și la depozitul de arme”. Ea a mai afirmat că poziția sa este că „misiunea ar trebui transformată într-o misiune de observatori civili sub egida OSCE”.

## Structură (începând cu 2015)
- Biroul General și sediul central

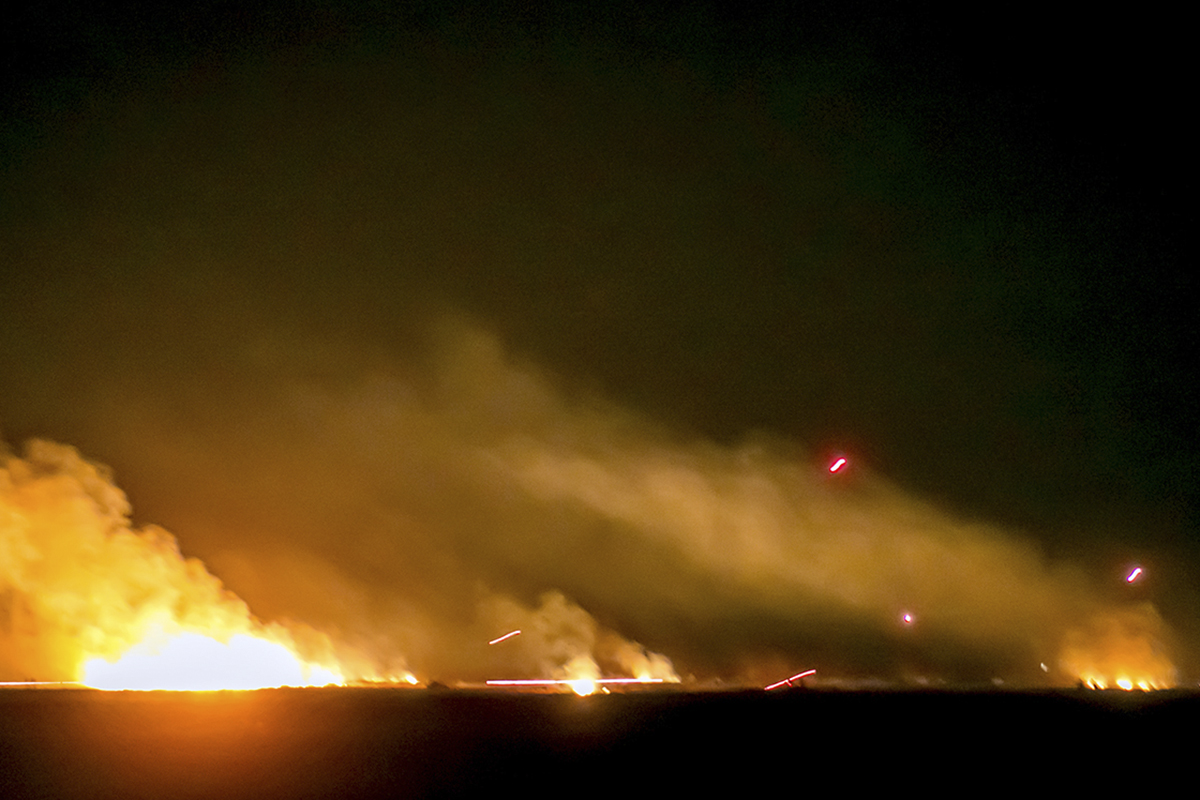
Un batalion de puști motorizate care desfășoară un exercițiu miliar în Transnistria.

- Al 82-lea Batalion de pușcă motorizată de gardă separată
  - Sediul batalionului
  - 4 companii de puști motorizate
  - controlul plutonului
  - Plutonul grenadier
  - Plutonul de asistență tehnică
  - Plutonul de sprijin material
  - Plutonul medical
- Al 113-lea Batalion de pușcă motorizată de gardă separată
  - Sediul batalionului
  - 4 companii de puști motorizate
  - controlul plutonului
  - Plutonul grenadier
  - Plutonul de asistență tehnică
  - Plutonul de sprijin material
  - Plutonul medical
- Al 540-lea Batalion separat
  - Sediul batalionului
  - Compania de Gardă
    - Companie de management
    - 4 plutoni de pază
    - Departamentul de contraspionaj al FSB

  - Centrul de comunicare
  - Poștă de curierat în stație;
  - Plutonul de inginerie
  - Departamentul de depozitare
  - Compania de întreținere
  - Compania de securitate materială
  - Protecția combustibilului
  - Trupa militară
  - Zona poligonului militar

## Comandanți
Următorii militari au comandat Grupul:
- Generalul locotenent Valeri Ievnevici (noiembrie 1995 – 16 ianuarie 2002)
- Generalul maior Boris Sergheev (16 ianuarie 2002 – 11 septembrie 2009)
- Colonelul Viaceslav Sitcihin (11 septembrie 2009 – 2010)
- Colonelul Serghei Nîrkov (2010 – 2011)
- Colonelul Valeri Plohotniuc (1 decembrie 2011 – 15 martie 2013)
- Colonelul Serghei Goriacev (15 martie 2013 – 25 decembrie 2014)
- Colonelul Dmitri Zelenkov (25 decembrie 2014 – prezent)